# La Flic à la police des mœurs
Série La Flic
La Flic chez les poulets
(1976) Le con et la flic arrivent à New York
(1981)
Pour plus de détails, voir Fiche technique et Distribution.
La Flic à la police des mœurs (La poliziotta della squadra del buon costume) est une comédie érotique italienne réalisée par Michele Massimo Tarantini, sortie en 1979.

## Synopsis
La jeune et jolie policière Gianna D'Amico souhaite intégrer la police des mœurs, mais elle se heurte à l'hostilité de ses supérieurs hiérarchiques d'autant qu'elle commet la bévue de faire arrêter son nouveau commissaire en le confondant avec un proxénète. À la suite de plusieurs péripéties, elle est le témoin involontaire d'une conversation qui la met sur la piste d'un réseau de traite des blanches dont une boite de nuit sert de couverture. Elle infiltre le night-club en se faisant passer pour une chanteuse et danseuse mais se garde bien de prévenir ses supérieurs. Ces derniers également sur la piste se travestissent pour se faire passer pour des clients mais sont finalement démasqués. Gianna est confondue à son tour. Il s'ensuit une bagarre générale et une course poursuite au terme de laquelle les truands seront arrêtés et Gianna gratifiée d'une promotion. Mais alors que les policiers fêtent l'évènement, le chef des truands trouve le moyen de commander de sa prison un colis piégé qui finira par exploser.

## Fiche technique
- Titre original : La poliziotta della squadra del buon costume
- Titre français : La Flic à la police des mœurs
- Réalisateur : Michele Massimo Tarantini
- Scénario : Francesco Milizia, Michele Massimo Tarantini, Marino Onorati
- Photographie :Giancarlo Ferrando
- Musique : Gianfranco Reverberi
- Société de production : Dania Film
- Langue : Italien
- Pays d'origine :  Italie
- Format : Couleur — 35 mm — 1,85:1 — Son : Mono
- Genre : Comédie érotique
- Durée	: 94 min
- Dates de sortie : 
  -  Italie: 10 août 1979
  -  France : 16 janvier 1980

## Distribution
- Edwige Fenech : Gianna D'Amico
- Alvaro Vitali : l'agent Tarallo
- Marzio Honorato : l'agent Arturo
- Gianfranco Barra : le commissaire Nardecchia
- Franco Diogène : Joe Maccarone, un truand
- Giacomo Rizzo : Cocozza
- Lino Banfi : le commissaire Scappavia
- Sal Borgese : Pierre La Tourraine, le videur
- Silvia Patras : Teresa Porceddu, dite "la Sarde", prostituée et stripteaseuse
- Alfredo Adami : le maire
- Dino Cassio : Le mari volage
- Sergio Tardioli : Judas Cecconi
- Fiamma Maglione : La femme battue
- Gianluca Manunza : Armandino, le petit garçon, fils de Teresa
- Jimmy il Fenomeno : Un homme de main de Maccarone

## Autour du film
- Edwige Fenech interprète elle-même "Pornographie"  la chanson du film dans un numéro de cabaret[1].
- Bien que le film soit dominé par les improvisations du tandem  Alvaro Vitalio/Lino Banfi, le film se démarque des productions standard de ce type par plusieurs séquences inhabituelles (le numéro de cabaret chanté d'Edwige Fenech, la scène de voyeurisme quand elle est prend sa douche, le travestissement du tandem et tout le final dont le comique est inspiré du burlesque et du cartoon).
- Le film est sorti en DVD chez BAC films en 2007 préfacé par Christophe Lemaire.